# 8-й Алабамский пехотный полк
8-й алабамский пехотный полк (англ. 8th Regiment Alabama Infantry) — представлял собой один из пехотных полков армии Конфедерации во время Гражданской войны в США. Полк прошёл все сражения гражданской войны на востоке от сражения при Уильямсберге до капитуляции при Аппоматтоксе.

## Формирование
Полк был сформирован в Монтгомери, Алабама, в мае 1861 года. Его первым командиром стал полковник Джон Энтони Уинстон, в прошлом — 15-й губернатор Алабамы. 10 июня полк был направлен в Ричмонд и принят на службу в армию Конфедерации. 17 июня его подполковником был назначен Джон Уэсли Фрезер. 3 октября он был включён в 3-ю бригаду армии Полуострова и был размещён около Йорктауна. 1 января 1862 года полк был переведён во дивизию Маклоуза, а 20 марта подполковник Фрезер уволился из армии (позже он был восстановлен и командовал 28-м алабамским полком). После его ухода подполковником стал Томас Ирби, а майором — Янг Ройстон.

## Боевой путь
Весной 1862 года полк был включён в дивизию Лонгстрита, в бригаду Роджера Приора. 5 мая полк участвовал в сражении при Уильямсберге, где потерял 100 человек. В сражении погиб подполковник Томас Ирби, и место подполковника занял майор Ройстон. Хилари Герберт, капитан роты F, был повышен в звании до майора. После отступления к Ричмонду полк участвовал в сражении при Севен-Пайнс, где потерял 35 человек убитыми, 80 ранеными и 32 пропавшими без вести. Майор Герберт был ранен в том бою.
16 июня полковник Уинстон уволился из армии по причине хронического ревматизма и звание полковника было присвоено Янгу Ле Ройстону. Подполковником стал Хилари Герберт, а майором — Джон Эмрич. В том же месяце полк был переведён в бригаду Кадмуса Уилкокса. В составе этой бригады он прошёл сражение при Механиксвилле и сражение при Гейнс-Милл. В последнем полк потерял 31 человека убитыми и 132 ранеными (из них 10 смертельно).
30 июня полк участвовал в сражении при Глендейле, где участвовало 180 человек, из которых было потеряно 16 человек убитыми и 57 ранеными. В бою был ранен полковник Ройстон и утрачено знамя, которое захватил 4-й пенсильванский резервный полк.
В августе генерал Уилкокс возглавил дивизию, которая стояла в резерве во время второго сражение при Булл-Ран, поэтому полк не был введён в бой, хотя и потерял 60 человек. После сражения дивизия Уилкокса была расформирована, Уилкокса вернули к бригадному командованию, а его бригаду включили в дивизию Ричарда Андерсона. Во время Мерилендской кампании бригада участвовала в сражении при Харперс-Ферри, затем была переведена к Шарпсбергу и участвовала в сражении при Энтитеме. Генерал Уилкокс с 14 сентября был болен и алабамской бригадой командовал Артур Камминг. Он был ранен во время выдвижения бригады на поле боя и командование принял Джеремия Уильямс, а затем — подполковник Хилари Герберт. Он был в свою очередь ранен и сдал командование бригадой капитану Джеймсу Кроу. В этом сражении полк потерял 67 человек. Бригада Уилкокса-Камминга так и не вышла на позицию у «Блади-Лайн» с остальными бригадами Андерсона, а сражалась в основном у фермы Пайпера.
В декабре 1862 года полк практически не участвовал в сражении при Фредериксберге и потерял только 1 человека.
Весной 1863 года бригада Уилкокса стояла под Фредериксбергом, и в ходе сражения при Чанселорсвилле, когда вся армия ушла на запад к Чанселорсвиллу, была оставлена при дивизии Эрли на высотах под Фредериксбергом. Когда федеральная армия взяла штурмом высоты, генерал Уилкокс отвёл бригаду на запад от города и занял оборону у Салем-Чеч. 10-й алабамский встал правее дороги Пленк-Роуд, а 8-й алабамский — справа от 10-го. Когда началась атака федеральной армии, полковник Ройстон был ранен первым же залпом, а 10-й алабамский стал отступать, открыв левый фланг 8-го алабамского. Хилари Герберт принял командование и развернул крайние левые роты, которые открыли огонь по флангу атакующего противника, нанеся тяжёлый урон 121-му Нью-Йоркскому полку. Уилкокс бросил в контратаку резервный 9-й алабамский и заставил противника отступить, после чего в атаку перешли все остальные полки бригады. В сражении при Салем-Чёч полк потерял 6 человек убитыми и 44 ранеными. Рана полковника Ройстона была так тяжела, что позже он выбыл из строя до конца войны.
После реформирования Северовирджинской армии полк (вместе со всей дивизией Андерсона) оказался в составе III корпуса Эмброуза Хилла. Он участвовал в геттисбергской кампании и 2 июля был задействован в атаке алабамской бригады на Семинарский хребет под Геттисбергом, имея на тот момент численность 420 человек . Во время этой атаки был убит капитан Бренеган и 39 человек, два капитана и 144 рядовых были ранены, 80 человек пропало без вести.
Весной 1864 года началась Оверлендская кампания. В сражении в Глуши были ранены подполковник Герберт, майор Дюк Нолл и капитаны Томас Херд и Джон Макграт. Капитан Нолл вернулся в Алабаму, где умер в начале 1865 года. Полк также участвовал в сражении при Спотсильвейни и при Колд-Харбор. Во время обороны Петерсберга полковник Ройстон уволился со службы из-за последствий ранения при Салем-Чеч, Хилари Герберт был повышен до полковника, майор Эмрич до подполковника, а капитан Нолл (отсутствующий в строю) был повышен до майора.
Полк участвовал в отступлении от Ричмонда (в составе бригады Уильяма Форни) и сдался со всей армией при Аппоматоксе. В его рядах к моменту капитуляции насчитывалось 16 офицеров и 153 рядовых. Алабамцы разорвали свой флаг на мелкие лоскутки, чтобы он не достался противнику.